# Campeonato de Australia 1932
Lista de los campeones del Abierto de Australia de 1932:

## Individual masculino
Jack Crawford (AUS) d. Harry Hopman (AUS),  4–6, 6–3, 3–6, 6–3, 6–1

## Individual femenino
Coral McInnes Buttsworth (AUS) d. Kathrine Le Mesurier (AUS), 9–7, 6–4

## Dobles masculino
Jack Crawford/Edgar Moon (AUS)

## Dobles femenino
Coral McInnes Buttsworth (AUS)/Marjorie Cox Crawford (AUS)

## Dobles mixto
Marjorie Cox Crawford (AUS)/Jack Crawford (AUS)
| Predecesor: 1931                                       | Abierto de Australia 1932 | Sucesor: 1933                         |
| Predecesor: Campeonato nacional de Estados Unidos 1931 | Grand Slam 1932           | Sucesor: Torneo de Roland Garros 1932 |

- Datos: Q2714591